# Pakistanische Cricket-Nationalmannschaft in Neuseeland in der Saison 2009/10
Die Tour der pakistanischen Cricket-Nationalmannschaft nach Neuseeland in der Saison 2009/10 fand vom 24. November bis zum 15. Dezember 2009 und wurde als Heimtour Pakistans gewertet. Die internationale Cricket-Tour war Bestandteil der Internationalen Cricket-Saison 2009/10 und umfasste drei Tests. Die Serie endete 1–1 unentschieden.

## Vorgeschichte
Beide Mannschaften spielten direkt zuvor eine Tour in den Vereinigten Arabischen Emiraten gegeneinander. Die Tour dort beinhaltete eine ODI-Serie, die von Neuseeland 2–1 gewonnen wurde und eine Twenty20-Serie die Pakistan 2–0 gewann. Die Tour die nun die Tests enthält, wurde als Heimtour für Pakistan angesehen, auch wenn sie bei ihrem Gegner in Neuseeland stattfand.

## Stadien
Die folgenden Stadien wurden für die Tour als Austragungsort vorgesehen und am 7. September 2009 bekanntgegeben.
| Stadion         | Stadt      | Kapazität | Spiele  |
| --------------- | ---------- | --------- | ------- |
| University Oval | Dunedin    | 6.000     | 1. Test |
| McLean Park     | Napier     | 22.500    | 3. Test |
| Basin Reserve   | Wellington | 11.000    | 2. Test |

## Kaderlisten
Pakistan benannte seinen Kader am 22. Oktober 2009. Neuseeland benannte seinen Kader am 20. November 2009.
| Test | Test |
| Neuseeland | Pakistan |
| --- | --- |
| - Mohammad Yousuf (K) - Kamran Akmal (VK) - Abdur Rauf - Danish Kaneria - Faisal Iqbal - Fawad Alam - Imran Farhat - Khurram Manzoor - Mohammad Amir - Mohammad Asif - Saeed Ajmal - Salman Butt - Sarfraz Ahmed (wk) - Shoaib Malik - Umar Akmal - Umar Gul - Yasir Arafat | - Daniel Vettori (K) - Shane Bond - Grant Elliott - Daniel Flynn - Peter Fulton - Martin Guptill - Brendon McCullum - Tim McIntosh - Chris Martin - Iain O’Brien - Jeetan Patel - Ross Taylor - Daryl Tuffey |

## Tour Matches
| 18. – 20. November Scorecard | Queenstown | New Zealand Invitation XI 234 (73.1) & 231-2 (71) | – | Pakistanis 286 (74.3) |
|                              |            | Remis                                             |   |                       |

## Tests

### Erster Test in Dunedin
| 24. – 28. November Scorecard | Dunedin | Neuseeland 429 (131.5) & 153 (67) | – | Pakistan 332 (96.5) & 218 (76) |
|                              |         | Neuseeland gewinnt mit 32 Runs    |   |                                |

Pakistan gewann den Münzwurf und entschied sich als Feldmannschaft zu beginnen. Von den neuseeländischen Eröffnungs-Battern konnte sich Martin Guptill etablieren, der mit Ross Taylor eine Partnerschaft über 117 Runs erzielte. Nachdem er nach einem Half-Century über 60 Runs sein Wicket verloren hatte, kam Peter Fulton aufs Feld. Taylor schied nach einem Fifty über 94 Runs aus und Fulton nach 29 Runs. Eine zweite große Partnerschaft in dem Innings konnten Kapitän Daniel Vettori und Brendon McCullum aufbauen, die den Tag beim Stand von 276/6 beendeten. Am zweiten Tag kam es nach dem Lunch zu Regenfällen. Nachdem das Spiel fortgesetzt worden war und die beiden Spieler zusammen 164 Runs erreicht hatten, endete die Partnerschaft. McCullum schied nach einem Half-Century über 78 Runs und Vettori nach 99 Runs aus. Daraufhin endete der Tag beim Stand von 404/8. Am dritten Tag konnten Shane Bond und Iain O’Brien noch 22 bzw. 13* Runs hinzufügen und das Innings endete nach 429 Runs. Bester Bowler für Pakistan war Mohammad Asif mit 4 Wickets für 108 Runs. Für Pakistan konnten zunächst Imran Farhat 22 Runs und Fawad Alam 29 Runs erreichen, bevor sich Umar Akmal etablierte und mit Kamran Akmal eine Partnerschaft aufbaute. Zusammen erzielten sie 176 Runs, bevor Kamran Akmal nach einem Fifty über 82 Runs ausschied. Dieser wurde gefolgt von Mohammad Amir. Umar Akmal verlor nach einem Century über 129 Runs aus 160 Bällen sein Wicket und so endete der Tag beim Stand von 307/8. Am vierten Tag verlor Amir das letzte Wicket des Innings nach 26 Runs und Pakistan hatte einen Rückstand von 97 Runs. Beste Bowler für Neuseeland waren Shane Bond mit 5 Wickets für 107 Runs und Chris Martin mit 3 Wickets für 63 Runs. Von den neuseeländischen Eröffnungs-Battern konnte Tim McIntosh mit Ross Taylor eine erste Partnerschaft aufbauen. Taylor schied nach einem Half-Century über 59 Runs aus und McIntosh fand mit Grant Elliott einen neuen Partner. McIntosh verlor nach 31 Runs sein Wicket und der Tag endete beim Stand von 147/8. Am fünften Tag schied Elliot nach 25 Runs aus und Neuseeland beendete mit einer Vorgabe von 251 Runs das Innings. Beste Bowler für Pakistan waren Mohammad Asif mit 4 Wickets für 43 Runs und Umar Gul mit 3 Wickets für 41 Runs. Für Pakistan konnte Kapitän Mohammad Yousuf zusammen mit Umar Akmal eine erste Partnerschaft aufbauen, die 71 Runs anhielt. Yousuf schied nach 41 Runs aus und an der Seite von Akmal erreichte Shoaib Malik 32 Runs. Umar Akmal schied nach einem Fifty üb er 75 Runs aus und die verbliebenen Batter, Kamran Akmal (27 Runs) und Mohammad Amir (15 Runs) gelang es nicht die Vorgabe einzuholen. Beste neuseeländische Bowler waren Shane Bond mit 3 Wickets für 46 Runs und Ian O’Brien mit 3 Wickets für 63 Runs. Als Spieler des Spiels wurde Shane Bond ausgezeichnet.

### Zweiter Test in Wellington
| 3. – 7. Dezember Scorecard | Wellington (BR) | Pakistan 264 & 239 (86.3)     | – | Neuseeland 99 & 263 (82.5) |
|                            |                 | Pakistan gewinnt mit 141 Runs |   |                            |

Neuseeland gewann den Münzwurf und entschied sich als Feldmannschaft zu beginnen. Für Pakistan erreichten die Eröffnungs-Batter Imran Farhat und Salman Butt eine erste Partnerschaft über 60 Runs, bevor beide in kurzer Folge nach 29 (Butt) und 32 Runs (Farhat) ausschieden. Nächster Spieler, der sich etablierte, war Umar Akmal der mit Misbah-ul-Haq eine Partnerschaft aufbaute, bevor er sein Wicket nach 46 Runs verlor. Misbah-ul-Haq fand mit Kamran Akmal einen neuen Partner, verlor jedoch nach 21 Runs sein Wicket. Damit endete der Tag beim Stand von 161/6. Am zweiten Tag erzielte Mohammad Amir 21 Runs und Akmal beute mit Umar Gul eine letzte Partnerschaft auf. Akmal verlor nach einem Fifty über 70 Runs sein Wicket und Gul verlor das letzte Wicket des Innings nach 31 Runs. Beste Bowler für Neuseeland waren Daniel Vettori mit 4 Wickets für 58 Runs und Daryl Tuffey mit 4 Wickets für 64 Runs. Neuseeland verlor früh seine Eröffnungs-Batter, bevor sich Daniel Flynn und Ross Taylor etablieren konnten. Zusammen erreichten sie 43 Run, bevor Taylor nach 30 Runs ausschied. Mit Grant Taylor fand sich ein neuer Partner, jedoch schied Flynn nach 29 Runs aus. Elliott erreichte 20 Runs und war der letzte Spieler der einen größeren Beitrag für Neuseeland leisten konnte und so hatte Neuseeland einen Rückstand von 165 Runs. Beste Bowler für Pakistan waren Mohammad Asif mit 4 Wickets für 40 Runs und Danish Kaneria mit 3 Wickets für 6 Runs. Bis zum Ende des Tages verlor Pakistan mit 35 Runs (Imran Farhat) und 18 Runs (Salman Butt) ihre Eröffnungs-Batter und der Tag endete beim Stand von 64/2. Am dritten Tag etablierte sich Mohammad Yousuf und an seiner Seite erzielten Misbah-ul-Haq 33 Runs und Umar Akmal ein Fifty über 52 Runs. Yousuf hatte daraufhin noch mehrere Partner, jedoch konnte sich niemand etablieren. Nachdem er nach einem Half-Century über 83 Runs sein Wicket verloren hatte, hatte Pakistan der neuseeländischen Mannschaft eine Vorgabe von 405 Runs gestellt. Beste Bowler für Neuseeland waren Chris Martin mit 4 Wickets für 52 Runs und Iain O’Brien mit 4 Wickets für 66 Runs. Für Neuseeland schieden die Eröffnungs-Batter früh aus, unter anderem Martin Guptill nach 15 Runs. Auch der dritte Schlagmann, Daniel Flynn, konnte nur 20 Runs erreichen und so endete der Tag beim Stand von 70/3. Am vierten Tag etablierte sich Ross Taylor und nachdem an seiner Seite Peter Fulton 13 Runs erreichte, konnte er zusammen mit Branden McCullum eine Partnerschaft über 78 Runs erreichen. Danach schied Taylor nach einem Half-Century über 97 Runs aus und McCullum verlor nach 24 Runs sein Wicket. Eine letzte Partnerschaft wurde von Daniel Vettori und Iain O’Brian aufgebaut, aber nachdem Vettori nach 40 Runs und O’Brian nach 31 Runs ausschieden hatte Neuseeland das Spiel verloren. Beste Bowler für Pakistan waren Mohammad Asif mit 5 Wickets für 67 Runs und Danish Kaneria mit 3 Wickets für 74 Runs. Als Spieler des Spiels wurde Mohammad Asif ausgezeichnet.

### Dritter Test in Napier
| 11. – 15. Dezember Scorecard | Napier | Pakistan 223 (64.3) & 455 (193.2) | – | Neuseeland 471 (139) & 90-0 (19) |
|                              |        | Remis                             |   |                                  |

Neuseeland gewann den Münzwurf und entschied sich als Schlagmannschaft zu beginnen. Für Pakistan konnte sich Imran Farhat etablieren. An seiner Seite erzielte Kamran Akmal 22 Runs, Mohammad Amir 23 Runs und Umar Gul 24 Runs. Als sein letzter Partner Danish Kaneria nach 16 Runs sein Wicket verlor, endete das Innings und Farhat hatte ein Century über 117* Runs aus 169 Bällen erzielt. Beste Bowler für Südafrika waren Iain O’Brien mit 4 Wickets für 35 Runs und Daryl Tuffey mit 4 Wickets für 52 Runs. Neuseeland beendete anschließend den Tag mit 47/0. Am zweiten Tag schied von den Eröffnungs-Battern BJ Watling nach 18 Runs als erstes aus. An der Seite von Tim McIntosh konnten dann Martin Guptill 13 Runs und Ross Taylor 21 Runs erreichen, bevor er nach einem Half-Century über 74 Runs ausschied. Kapitän Daniel Vettori war der nächste Spieler der sich etablierte und an seiner Seite erzielte Brendon McCullum ein Fifty über 89 Runs. Daraufhin endete der Tag beim Stand von 346/6. Am dritten Tag konnte Daryl Tuffey zusammen mit Vettori eine Partnerschaft aufbauen und Vettori schied nach einem Century von 134 Runs aus 186 Bällen aus. An der Seite von Tuffey erreichte Iain O’Brien 19 Runs, bevor das Innings endete, wobei Tuffey ein Fifty über 80* Runs erzielte. Neuseeland hatte damit einen Vorsprung von 248 erreicht. Bester Bowler für Pakistan war Danish Kaneria mit 7 Wickets mit 168 Runs. Für Pakistan konnten sich die Eröffnungs-Batter Imran Farhat und Salman Butt etablieren, bevor der Tag ohne Wicket-Verlust beim Stand von 128/0 endete. Am vierten Tag endete die Partnerschaft nach 124 Runs, als Butt sein Wicket nach 66 Runs verlor. Farhat verlor nach einem Fifty über 61 Runs sein Wicket, woraufhin Mohammad Yousuf und Umar Akmal eine Partnerschaft über 128 Runs erreichten. In der letzten Session des Tages kam es zu Regenfällen und damit verbundenen Spielunterbrechungen und nachdem Yousuf nach 89 Runs sein Wicket verlor, endete der Tag beim Stand von 347/4. Am fünften Tag Umar Akmal nach 77 Runs aus und Kamran Akmal konnte bis zum Ende des Innings 56* Runs erreichen. Bester neuseeländischer Bowler war Martin Guptill mit 3 Wickets für 37 Runs. Das neuseeländische Innings wurde beim Stand von 90/0 durch Regenfällen unterbrochen und das Spiel für beendet erklärt. Tim McIntosh hatte bis dahin 23 Runs und BJ Watling 60 Runs erreicht. Als Spieler des Spiels wurde Daniel Vettori ausgezeichnet.

## Auszeichnungen

### Player of the Series
Als Player of the Series wurden der folgende Spieler ausgezeichnet.
| Serie | Player of the Series |
| ----- | -------------------- |
| Test  | –                    |

### Player of the Match
Als Player of the Match wurden die folgenden Spieler ausgezeichnet.
| Spiel   | Player of the Match |
| ------- | ------------------- |
| 1. Test | Shane Bond          |
| 2. Test | Mohammad Asif       |
| 3. Test | Daniel Vettori      |